# Klasa C w piłce nożnej
Klasa C w piłce nożnej – dziewiąta (w woj. śląskim dziesiąta) w hierarchii klasa męskich ligowych rozgrywek piłkarskich w Polsce, stanowiąca najniższy szczebel rozgrywkowy. W większości województw rozgrywki na tym poziomie ligowym nie są prowadzone. Zmagania w jej ramach toczą się cyklicznie (co sezon) systemem kołowym i przeznaczone są dla polskich klubów piłkarskich z jednego okręgu piłkarskiego (OZPN-u), grających w kilku lub kilkunastu grupach okręgowych (swym zasięgiem obejmują one kilka leżących obok siebie gmin danego województwa). Zwycięzcy każdej z grup polskiej klasy C uzyskują awans do polskiej klasy B, pozostałe zespoły utrzymują się na tym szczeblu. Zarządzana przez – działające w imieniu Wojewódzkich Związków Piłki Nożnej – Delegatury Podokręgowych Związków Piłki Nożnej. 

## Grupy
Obecny podział na grupy.